# Antimora microlepis
Antimora microlepis е вид лъчеперка от семейство Moridae.

## Разпространение и местообитание
Видът е разпространен в Канада, Мексико, Русия, САЩ и Япония.
Среща се на дълбочина от 116,2 до 3048 m, при температура на водата от 1,6 до 6 °C и соленост 33,2 – 34,7 ‰.

## Описание
На дължина достигат до 75 cm, а теглото им е максимум 2100 g.
Продължителността им на живот е около 20 години.